# Messia-sur-Sorne
Messia-sur-Sorne település Franciaországban, Jura megyében. Lakosainak száma 891 fő (2022. január 1.). Messia-sur-Sorne Courlans, Gevingey, Chilly-le-Vignoble, Courbouzon és Montmorot községekkel határos.

## Népesség
A település népességének változása:
| Lakosok száma | 869  | 744  | 739  | 836  | 839  | 843  | 842  | 847  | 853  | 891  |
|               | 1968 | 1982 | 1990 | 2006 | 2013 | 2015 | 2017 | 2019 | 2020 | 2022 |